# Katedrála svaté Agáty (Katánie)

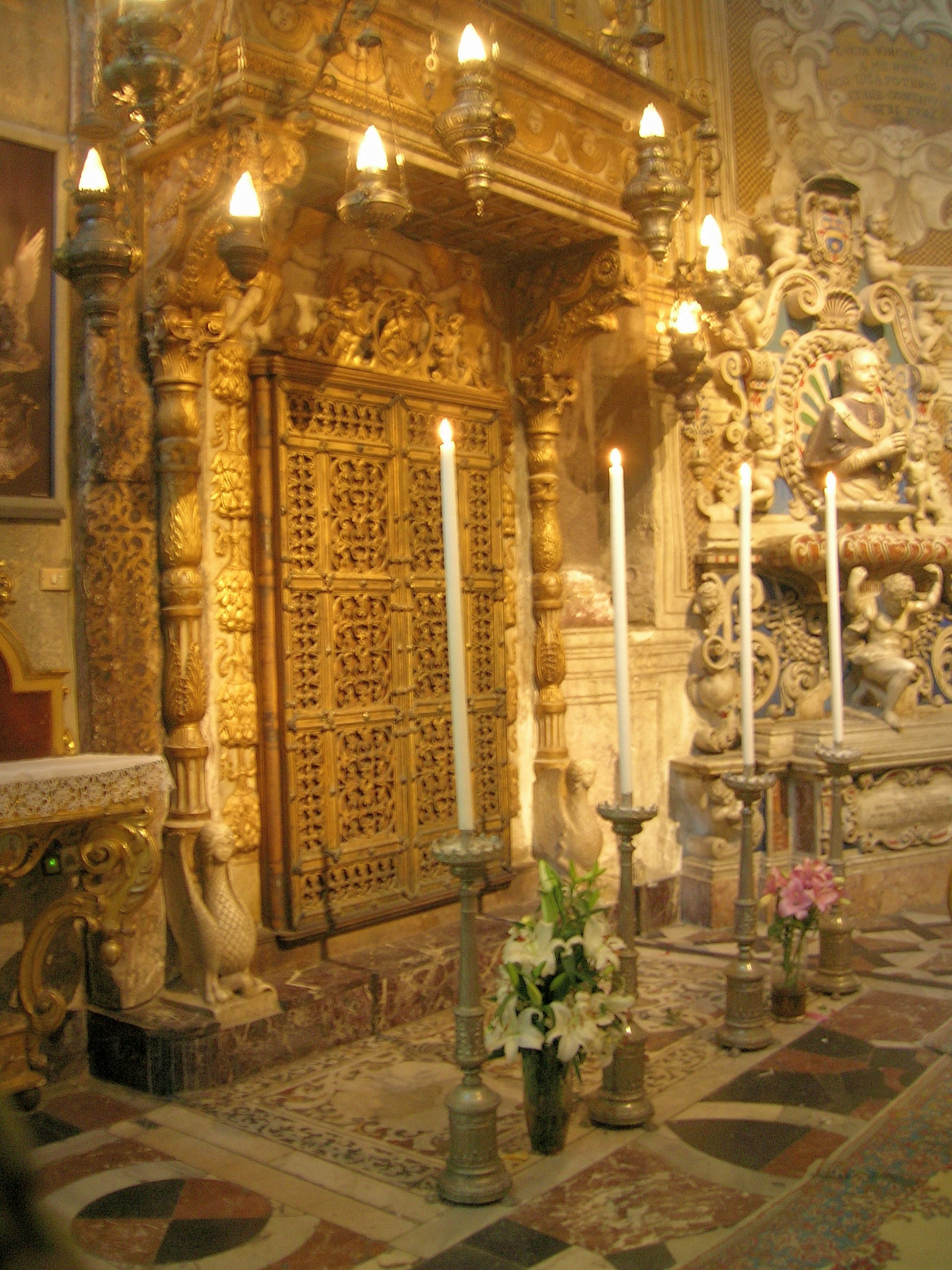
Kaple sv. Agáty

Metropolitní katedrála svaté Agáty (italsky Cattedrale metropolitana di Sant'Agata), obecně známá jako Katánská katedrála (italsky Duomo di Catania), je římskokatolická katedrála v Katánii na Sicílii v jižní Itálii. Byla sídlem katánských biskupů až do roku 1859, kdy byla diecéze povýšena na arcidiecézi a od té doby je sídlem katánských arcibiskupů.

## Historie
Původní normanská stavba byla postavena v 60. až 90. letech 11. století za vlády Rogera I. na základech římských lázní zvaných Achillovy thermy. Byla opakovaně ničena sopečnými erupcemi a následnými zemětřeseními. Fragmenty východní části závěru této stavby lze pozorovat ze dvora arcibiskupského paláce. Současná barokní stavba má podobu trojlodní baziliky s příčnou lodí a kupolí v křížení. Pochází z počátku 18. století a jejím architektem byl Carlo Fontana.

## Interiér
- V kapli sv. Agáty je pohřbena patronka města svatá Agáta, její hrob je centrem kultu této světice a cílem každoročních poutních procesí, při kterých se obcházejí místa jejího pobytu a věznění, nosí se při nich stříbrná relikviářová busta sv. Agáty z katedrálního pokladu, která je v ostatní dobu nahrazena jen nepřesnou kopií.
- Kaple sv. Kříže je místem posledního odpočinku sicilských vládců z dynastie aragonských králů. Jsou zde Fridrich II. a Jan z Randazza, bratři Ludvík a Fridrich III. s manželkou Konstancií.

Další hroby:
- Na oltáři v prosklené rakvi: zdejší biskup a kardinál, blahoslavený Giuseppe Benedetto Dusmet (1818–1894)
- hudební skladatel Vincenzo Bellini